# Uffa Fox
Uffa Fox, född 15 januari 1898, död 26 oktober 1972 var en engelsk båtkonstruktör, seglingsentusiast, författare och Kommendör (2 kl) av Brittiska imperieorden.
Uffa Fox föddes på Isle of Wight, son till en snickare, och växte upp i East Cowes. Han kom att älska hav och båtliv tidigt, deltog i sjöscouterna från 16 års ålder. Efter skoltiden blev han lärling vid ett båtbyggeri under sju år. Där lärde han sig att både att bygga och konstruera båtar och skepp. Parallellt sjöng han i gosskören vid St James Church. 
Han visade tidigt prov på våghalsighet. Vid 21 års ålder ledde han en grupp sjöscouter som var i tonåren. Utan att informera ungdomarnas föräldrar, som trodde att weekendturen skulle ske i närheten av hemmet, seglade han över Engelska kanalen och upp i Seine för att försöka nå Paris i en 7,5 meters öppen segelbåt. Gruppen möttes av upprörda föräldrar vid återkomsten.
Vid samma tidpunkt satte han upp sitt eget företag. Han äskade hög fart och konstruerade och byggde en mängd segeljollar, segelkanoter och segelbåtar. Det började med den Internationella 14-fotaren Avenger som blev en stor framgång. Av 57 starter under 1928 vann Uffa Fox 52 gånger med sin Avenger inklusive att han tog hem den eftertraktade Prince of Wales Cup.
Stärkt av framgångarna applicerade han sina principer på andra klasser. Hans 22 m2 skärgårdskryssare Vigilant hade dock så lågt deplacement att den inte tilläts vid engelska kapseglingar. Sommaren 1930 seglade han och Dr Robert Cooke istället Vigilant till Sverige och tillbaka. Tillsammans med Roger de Quincy tog han sig 1933 över till USA och vann flera mästerskapstitlar i segelkanot, inklusive 'the International Canoe Trophy' som sedan starten aldrig lämnat USA.  Han lyckades därefter ena engelsmän och amerikaner om en gemensam internationell klassregel, vilket lade grunden till IC-kanoten.  
Han byggde upp en stor verksamhet och var under många år en av de mest eftertraktade båtkonstrukörerna i England. Fox bidrog till den moderna jolleseglingen, introducerade tekniken med planande segelbåtar och experimenterade tidigt med trapetsen som gjorde det möjligt att hänga långt utanför skrovsidan i en lina eller wire. Bland hans konstruktioner märks Foxcub, Super Foxcub, Flying Fifteen, National 12”, International 14”, National 18”, Albacore, Firefly, Javelin, Pegasus Dinghy, Jollyboat and Day Sailer. Hans ritningar finns bevarade och många av hans konstruktioner finns idag på Classic Boat Museum vid East Cowes, Isle of Wight. 
Han designade 1943 en 27” livbåt som kunde släppas ned i fallskärm från Royal Air Force räddningsflygplan Vickers Warwick. Livbåten räddade många soldaters liv under andra världskriget.
Han blev 1949 god vän med 'The Duke of Edinburgh' och de kappseglade vid många tillfällen tillsammans under Cowes Week med båten Flying Fifteen. Denna sex meter långa kölbåt var en av hans mest framgångsrika efterkrigskonstruktioner. Han tog även med de kungliga barnen på seglingar vid Cowes och lärde Prins Charles att windsurfa. 
Uffa Fox var gift tre gånger. Hans första hustru Alma spelade stor roll för hans karriär, inte minst när det gällde utgivningen av hans fem första böcker före andra världskriget. År 1941 gifte han sig med Cherry och 1956 med fransyskan Yvonne Bernard – Uffa talade dock inte franska och Yvonne inte engelska. Fox är begraven vid Trinity Church på Isle of Wight.